# Hadena ectrapela
Hadena ectrapela är en fjärilsart som beskrevs av Smith 1898. Hadena ectrapela ingår i släktet Hadena och familjen nattflyn. Inga underarter finns listade i Catalogue of Life.